# چریتون، ویرجینیا
چریتون (به انگلیسی: Cheriton) یک شهر در ایالات متحده آمریکا است که در شهرستان نورث‌همپتون، ویرجینیا واقع شده‌است. چریتون ۲٫۷ کیلومتر مربع مساحت و ۴۹۹ نفر جمعیت دارد و ۶ متر بالاتر از سطح دریا واقع شده‌است.